# Robert Vano
Robert Vano, rodným jménem Róbert Vanyó (později slovakizovaně psáno Robert Vaňó), (* 5. května 1948 Nové Zámky) je slovenský fotograf žijící v Praze.

## Život a tvorba

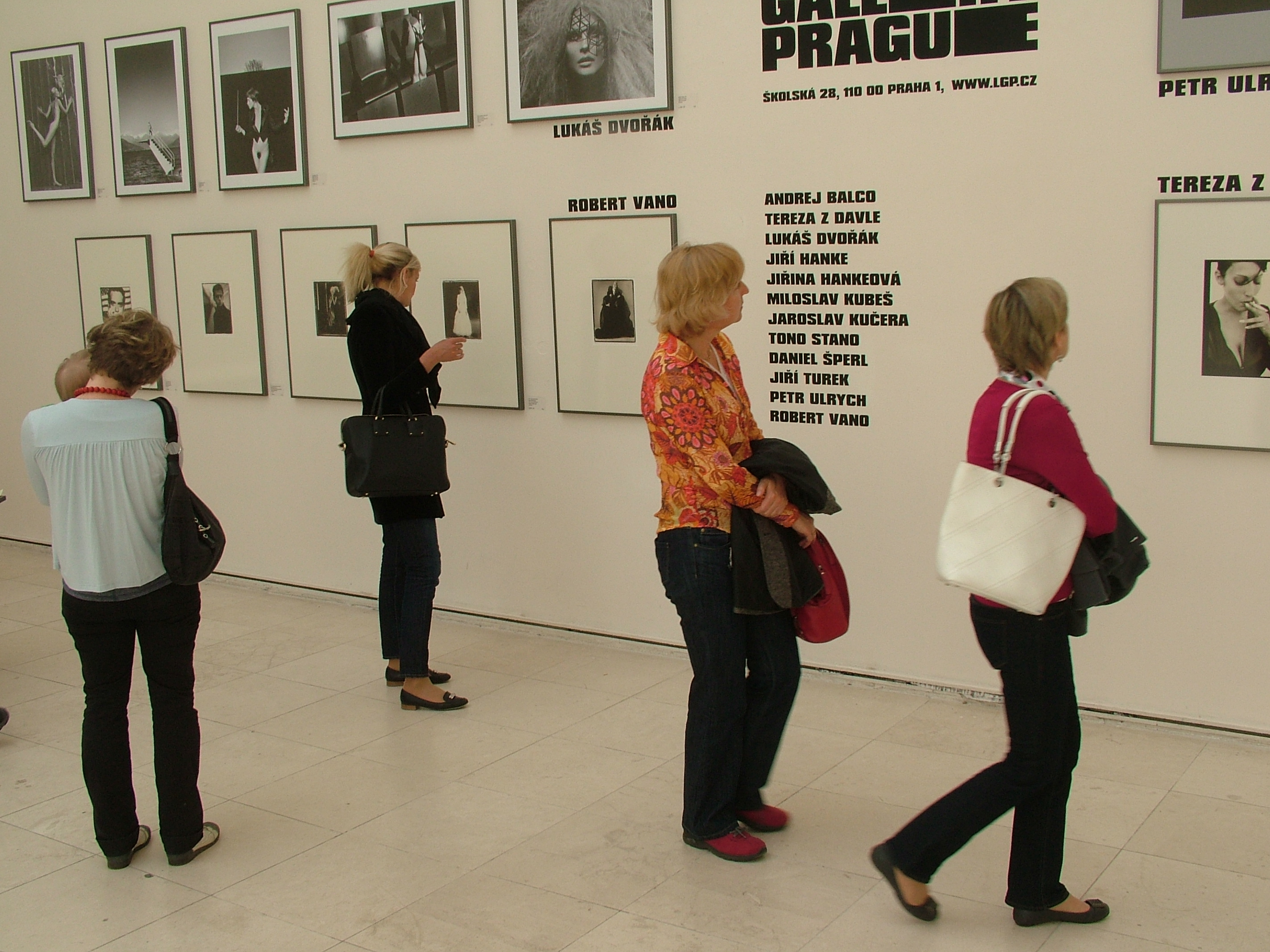
Expozice snímků Roberta Vana na Prague Photo, 2011

Narodil se v Nových Zámcích na Slovensku maďarským rodičům. Po maturitě v roce 1967 místo nástupu na vojnu emigroval přes Jugoslávii a Itálii do Spojených států, kde se uchytil jako kadeřník a vizážista. Byl asistentem módních fotografů, jako jsou například Horst P. Horst, Marco Glaviano nebo Leo Castelli. Od roku 1984 je samostatným fotografem. Působil v New Yorku, Paříži a Miláně a v Praze, kde fotografoval pro módní časopisy (např. Cosmopolitan, Harper's Bazaar, Vogue).
Od roku 1995 žije v Praze, kde v období 1996–2003 pracoval jako umělecký ředitel v českém vydání časopisu Elle a poté do roku 2009 jako kreativní ředitel v agentuře Czechoslovak models. Od té doby pracuje jako fotograf na volné noze.
Robert Vano je především módní a reklamní fotograf. Fotografuje černobílé portréty a akty na klasický film a používá také už málo používanou techniku platinotypie. Spolupracuje se světovými značkami, vede workshopy „Daylight nude“. Nejraději fotografuje při denním světle.
Magazín Colour Planet jej v roce 2009 označil za „mezinárodně proslulého fotografa“ a umístil Vana na 11. místo v žebříčku patnácti nejvlivnějších českých gayů. V roce 2010 mu byla udělena Evropská cena Trebbia za tvůrčí činnost. Proslavily ho krom jiného mužské akty. Jedním z jeho hlavních uměleckých vzorů je např. i americký fotograf Bruce Weber.
| „ | Měl jsem a mám hodně vzorů, že by ani nešly vyjmenovat... všichni mistři fotografie začínajíc Nadarem a končící Sarah Moon... | “ |

V roce 2009 se uskutečnila v pražském Mánesu Vanova dosud největší výstava, jejíž název The Platinum Collection odkazuje na jeho techniku.

### Publikace (výběr)
- VANO, Robert. Love You from Prague. Praha: Radost, 1991. ISBN 80-85189-09-7.
- VANO, Robert. Boys and roses. Praha: Scarabeus, 1992. ISBN 80-85901-13-7.
- VANO, Robert. Platinová kolekce. České Budějovice: Karmášek, 2009. ISBN 978-80-87101-13-1.
- VANO, Robert. Kuchařka pro kluky. Brno: Computer Press, 2010. ISBN 978-80251-3131-2.
- VANO, Robert. Robert VANO. Praha: Artfoto 2010. ISBN 978-80-86085-93-7.
- VANO, Robert. Fotka nemusí být ostrá. Praha : Slovart, 2015. ISBN 978-80-7529-107-3.
- VANO, Robert. Memories. Praha: Slovart, 2016. ISBN 978-80-7529-265-0.
- HRBEK, David; VANO, Robert. Někdy ráj. Praha: XYZ, 2008. 317 s. ISBN 978-80-87021-45-3.